# Yvon Beliën
Yvon Beliën est une joueuse néerlandaise de volley-ball née le 28 décembre 1993 à Weert. Elle mesure 1,88 m et joue au poste de centrale. Elle totalise 228 sélections en équipe des Pays-Bas.

## Clubs
| Club                        | De        | À         |
| --------------------------- | --------- | --------- |
| Ledûb Volleybal             |           | 2008-2009 |
| VV Peelpush                 | 2009-2010 | 2009-2010 |
| VC Weert                    | 2011-2012 | 2012-2013 |
| Ladies in Black Aachen      | 2013-2014 | 2013-2014 |
| Schweriner SC               | 2014-2015 | 2014-2015 |
| River Volley Piacenza       | 2015-2016 | 2016-2017 |
| Bursa BBSK                  | 2017-2018 | 2017-2018 |
| Beşiktaş İstanbul           | 2018-2019 | 2018-2019 |
| Galatasaray İstanbul        | 2019-2020 | 2019-2020 |
| Azzurra Volley San Casciano | 2020-2021 | …         |

## Palmarès

### Équipe nationale
- Championnat d'Europe
  - Finaliste : 2015, 2017.

### Clubs
- Coupe des Pays-Bas
  - Finaliste : 2012.
- Supercoupe des Pays-Bas
  - Vainqueur : 2011, 2012.
- Coupe d'Italie
  - Finaliste : 2016, 2017.
- Championnat d'Italie
  - Finaliste : 2016, 2017.
- Challenge Cup
  - Finaliste : 2018.